# Jean-Bernard Racine
Pour les articles homonymes, voir Racine.
Jean-Bernard Racine, né le 29 avril 1940 à Neuchâtel (Suisse) est un géographe suisse, professeur honoraire à l’Institut de géographie à l’Université de Lausanne (UNIL).

## Parcours de formation et universitaire
Il est titulaire d’un doctorat en géographie de l’université d'Aix-en-Provence (1965) et soutient une thèse d’État, intitulée Un type nord-américain d'expansion métropolitaine, la couronne urbaine du grand Montréal, sous la direction d'Hildebert Isnard, à l’université de Nice (1973). Il a été professeur à l’université de Sherbrooke (1965-1969) et à l’université d'Ottawa (1969-1973). Il est nommé directeur de l'Institut de Géographie de l'Université de Lausanne en septembre 1973 partageant sa chaire entre la Faculté des Lettres et la Faculté des HEC. . Il a pris sa retraite et est professeur honoraire de l'université de Lausanne depuis septembre 2007.

## Recherches et publications
Jean-Bernard Racine est spécialiste de la géographie quantitative, de l’épistémologie de la géographie et de la géographie sociale. Influencé par Brian Berry, Walter Isard, Peter Gould et David Harvey, il co-écrit L’Analyse quantitative en géographie en 1973 et est largement reconnu comme l’un des pionniers de la « Nouvelle géographie » des années 1970 dans le monde francophone. Il a également contribué au développement de l’épistémologie des sciences sociales, comme co-auteur de l'ouvrage Problématiques de la géographie en 1981. Dans les années 1990 et 2000, ses recherches se sont orientées vers des questions liées à la géographie sociale et culturelle. Et singulièrement, durant ses dernières années, à la géographie urbaine et aux modalités de l'urbanisation d'une part, dans l'étude des fragilités urbaines d'autre part en liens avec son engagement bénévole auprès de Pro Infirmis et de Pro Senectute Vaud.

## Hommages
Il a reçu le prix Vautrin-Lud (France) en 1997. Il est docteur honoris causa de l’université de Iasi (Roumanie) en 1998

### Ouvrages
- L’Analyse quantitative en géographie, avec H. Reymond, 1973. Paris, PUF
- Le Canada, un Amérique du Nord, Etats-Unis Canada, Nouvelle géographie universelle Roger Brunet, Belin-Reclus, Paris, 1992
- La ville entre Dieu et les hommes, 1993, Paris Anthropos Economica, Genève Presses bibliques universitaires.
- Problématiques de la géographie, avec Hildebert Isnard et Henri Reymond, 1981.
- Nouvelle Géographie de la Suisse et des Suisses. Deux volumes, Lausanne Payot (co-direction avec Claude Raffestin)

### Articles (sélection)
- 2007. Situations de handicap et rapports au territoire, in Borioli B, Laub R. (éds) Handicap : de la différence à la singularité. Enjeux au quotidien. Genève, Éditions Médecine & Hygiène : 119-134.
- 2008. Projet urbain et démarche participative : contribution géographique à la possibilité de choisir sa ville aujourd’hui. Quelques leçons de l’expérience lausannoise. Bulletin de la Société de géographie de Liège 50 : 5-15.
- 2008. La ville et l’urbain à l’aube d’un nouveau siècle : une géographie au cœur de l’ensemble des sciences humaines. Geographica Helvetica 63(4) : 272-278.
- 2010. Villes et spiritualités : décrypter les projets derrière les objets. Mondes intérieurs et productions d’urbanité, in Bourg D, Roch P. (dirs) Crise écologique, crise des valeurs ? Défis pour l’anthropologie et la spiritualité. Genève, Labor et Fides : 295-309.
- 2010. Géographie, éthique et valeurs: invitation à la réflexion et à l'action. Géographie et Cultures 74: 27-42.
- 2011. Un 'droit de cité' pour les tout-petits? Penser et bien vivre la petite enfance au cœur de la ville, in Reinberg O, Blanc V. (éds) Un accident est si vite...évité! Lausanne, CHUV: 44-66.
- 2011. Villes, tourisme et élaboration d’images de marques : recherche et partage d’une identité pour publicité du territoire ; les leçons du cas lausannois, in Bleton-Ruget A, Commercon N, Lefort I. (eds) Tourismes et territoires. Institut de Recherche du Val de Saône-Mâconnais: 189-198
- 2013. La démarche participative dans le projet Métamorphose de Lausanne, in Masson-Vincent M, Dubus N. (eds) Géogouvernance, Utilité sociale de l’analyse spatiale. Paris, Quae: 19-34.
- 2014. Le paysage à l’épreuve de l’urbain. Paysage, géographie, éthique: invitation à la réflexion et à l’action, in Martinelli A. (ed.) Paesaggio senza identità? Per una geografia del projetto locale. Monte Verità, GEA-associazione di geographia: 15-49.
- 2015. Villes et jardins, un nouvel art de penser le destin de nos villes? Quelques leçons de l'expérience lausannoise. Bloc notes 65: 143-160.
- 2017. Projet urbain et territorial: le paysage au défi du patrimoine urbain, in Muriel Delabarre et Benoît Dugua (sous la direct. de) Faire la ville par le projet, Textes offerts à Antonio Da Cunha, Lausanne, Presses polytechniques et universitaires romandes, 171-184